# Graz Giants 1985-1986
Questa voce raccoglie le informazioni riguardanti i Graz Giants nelle competizioni ufficiali della stagione 1985-1986.
I dati sono noti in modo frammentario.

## Austrian Football League 1985-1986

### Stagione regolare
| Vienna 29 settembre 1985 | Vienna Vikings | 34 – 26 | Graz Giants |  |

| Graz 26 aprile 1986 | Graz Giants | 18 – 30 | Vienna Vikings |  |

| 1985-1986 | Graz Giants | v – p | Klagenfurt Jets |  |

| 1985-1986 | Graz Giants | v – p | Styrian Panthers |  |

| 1985-1986 | Graz Giants | v – p | Vienna Ramblocks |  |

| 1985-1986 | Klagenfurt Jets | p – v | Graz Giants |  |

| 1985-1986 | Styrian Panthers | p – v | Graz Giants |  |

| 1985-1986 | Vienna Ramblocks | p – v | Graz Giants |  |

### Playoff
| 1986 Semifinale | Graz Giants | 16 – 2 | Montfort Hawks |  |

| Salisburgo 28 giugno 1986 Austrian Bowl | Graz Giants | 31 – 12 | Vienna Vikings | ASV-Platz Itzling |

## Statistiche di squadra
| Competizione      | %Vittorie | In casa | In casa | In casa | In casa | In casa | In casa | In trasferta | In trasferta | In trasferta | In trasferta | In trasferta | In trasferta | Totale | Totale | Totale | Totale | Totale | Totale |
| Competizione      | %Vittorie | G       | V       | N       | P       | Pf      | Ps      | G            | V            | N            | P            | Pf           | Ps           | G      | V      | N      | P      | Pf     | Ps     |
| ----------------- | --------- | ------- | ------- | ------- | ------- | ------- | ------- | ------------ | ------------ | ------------ | ------------ | ------------ | ------------ | ------ | ------ | ------ | ------ | ------ | ------ |
| Stagione regolare | .750      | 4       | 3       | 0       | 1       | 18+?    | 30+?    | 4            | 3            | 0            | 1            | 26+?         | 34+?         | 8      | 6      | 0      | 2      | 260    | 130    |
| Playoff           | 1.000     | 2       | 2       | 0       | 0       | 47      | 14      | 0            | 0            | 0            | 0            | 0            | 0            | 2      | 2      | 0      | 0      | 47     | 14     |
| Totale            | .800      | 6       | 5       | 0       | 1       | 65+?    | 44+?    | 4            | 3            | 0            | 1            | 26+?         | 34+?         | 10     | 8      | 0      | 2      | 307    | 144    |